# Khairi Chandanpur
Khairi Chandanpur (en népalais : खैरी चन्दनपुर) est un comité de développement villageois du Népal situé dans le district de Bardiya. Au recensement de 2011, il comptait 7 115 habitants.